# Лобелия
Лобе́лия (лат. Lobelia) — род однолетних и многолетних травянистых растений, а также полукустарников, кустарников и деревьев семейства колокольчиковых (Campanulaceae). Название дано в честь Маттиаса де Л’Обеля (1538—1616) — фламандского ботаника и лейб-медика английского короля Якова I, некоторое время возглавлявшего королевский ботанический сад в Хакни (Лондон).

## Ботаническое описание
У рода лобелия завязь всегда двухгнёздная, а венчики зигоморфные. Они в принципе схожи с венчиками колокольчика, но трубка как бы разрезана вдоль, благодаря чему зубцы венчика смещены на одну, обычно в верхнюю сторону.

## Распространение и экология
Ареал рода охватывает почти все части света. Наибольшее видовое разнообразие наблюдается в субтропическом поясе, несколько меньшее — в зонах умеренного климата. Несколько видов: Лобелия Дортмана (Lobelia dortmanna L.), Лобелия сидячелистная (Lobelia sessilifolia) встречаются в дикорастущем состоянии в России.

## Значение и применение

### Применение в медицине
Некоторые виды используют в качестве лекарственных растений. В растениях Лобелии вздутой, или Индейского табака (Lobelia inflata L.) содержится основной алкалоид — лобелин, производное метилпиперидина. Лобелина гидрохлорид применяется как средство для возбуждения дыхательного центра, при бронхиальной астме, коклюше, имеет важное значение как средство при поражении удушающими отравляющими веществами (ОВ).

### Применение в садоводстве
В культуре около 20 видов. В цветниках довольно широко культивируют как бордюрное растение лобелию эринус, или ежевидную (Lobelia erinus L.) с мелкими ярко-синими цветками родом из Южной Африки.

## Классификация

### Таксономическое положение
- Lobelia L., 1753, Sp. Pl. : 929

Род Лобелия относится к семейству Колокольчиковые (Campanulaceae) порядка Астроцветные (Asterales), последовательно входящего в клады Ламииды → Астериды → Суперастериды → Эвдикоты → Цветковые растения. Таксономическая схема в соответствии с Системой APG IV по состоянию на декабрь 2023 года:
|  |                          |  |                                   |                                   |                           |  | еще 10 семейств |              |              |                                                                |
|  |                          |  |                                   |                                   |                           |  |                 |              |              | 443 подтвержденных вида и 76 таксонов, ожидающих подтверждения |
|  |                          |  |                                   | порядок Астроцветные              |                           |  |                 |              | род Лобелия  |                                                                |
|  |                          |  |                                   | порядок Астроцветные              |                           |  |                 |              | род Лобелия  |                                                                |
|  | клада Цветковые растения |  |                                   |                                   | семейство Колокольчиковые |  |                 |              |              |                                                                |
|  | клада Цветковые растения |  |                                   |                                   |                           |  |                 |              |              |                                                                |
|  |                          |  | ещё 63 порядка цветковых растений | ещё 63 порядка цветковых растений |                           |  |                 | еще 88 родов | еще 88 родов |                                                                |
|  |                          |  |                                   | ещё 63 порядка цветковых растений |                           |  |                 |              | еще 88 родов |                                                                |

### Виды
Некоторые из них:
- Lobelia cardinalis L.typus — Лобелия пурпурная, или Лобелия кардинальская, или Лобелия кровяно-красная
- Lobelia dortmanna L. — Лобелия Дортмана
- Lobelia erinus L. — Лобелия эринус, или Лобелия садовая, или Лобелия ежевидная, или Лобелия бордюрная, или Лобелия синяя
- Lobelia inflata L. — Лобелия вздутая, или Лобелия одутлая, или Индейский табак

### Синонимы
- Calcaratolobelia Wilbur
- Cardinalis Fabr.
- Dortmanna Hill
- Euhaynaldia Borbás
- Galeatella O.Deg. & I.Deg.
- Laurentia P.Micheli ex Adans.
- Mecoschistum Dulac
- Neowimmeria O.Deg. & I.Deg.
- Piddingtonia A.DC.
- Rapuntium Mill.
- Trimeris C.Presl
- Tupa G.Don

## В астрономии
В честь лобелии назван астероид (1066) Лобелия, открытыйв 1926 году немецким астрономом Карлом Рейнмутом в Гейдельбергской обсерватории.